# Alfie Bass
Alfred „Alfie“ Bass (eigentlich Abraham Basalinsky; * 8. April 1921 in Bethnal Green, London; † 15. Juli 1987 in London) war ein britischer Film- und Theaterschauspieler. Im Laufe seiner Karriere erschien er in über 200 Bühnen-, Film-, Fernseh- und Radio-Produktionen. Er galt als überaus wandlungsfähiger Charakterdarsteller. Eine seiner wohl bekanntesten Rollen war die des Wirts Yoyneh Shagal in Roman Polańskis Parodie Tanz der Vampire.

## Leben und Karriere
Alfie (zu Beginn seiner Karriere Alfred) Bass wurde als Abraham Basalinsky am 8. April 1921 (andere Quellen nennen andere Geburtstags- und Jahreszahlen) als jüngster Sohn einer jüdischen Familie mit zehn Kindern geboren. Seine Eltern waren durch Verfolgung bedroht von Russland aus nach England geflohen. Nach der Grundschule in Bethnal Green arbeitete er als Schneiderlehrling, Botenjunge und Schaufensterdekorateur, bevor es ihn mit 18 Jahren auf die Bühne zog.
Bass' Schauspielkarriere begann in den späten 1930er Jahren im Unity Theatre in London. Dort trat er in dem Stück Plant In The Sun neben Paul Robeson auf und als der Pantomimen-König in Babes In The Wood. Nach Ausbruch des Zweiten Weltkriegs trat er dem Middlesex Regiment als Meldereiter bei. Trotz seiner Beschäftigungen und Aufgaben fand er noch Zeit, sich in politischen Parteien zu engagieren sowie an Filmdokumentationen für die Armee teilzunehmen. Seine Bühnenkarriere umfasst Stücke von William Shakespeare und George Bernard Shaw. Sein Bühnenwerk enthielt auch eine Adaption von Gogols Kurzgeschichte Der Mantel im Londoner East End, die von Regisseur Jack Clayton 1956 auch als Filmadaption umgesetzt wurde und den Oscar für den besten Kurzfilm gewann. Er übernahm auch von Chaim Topol die Rolle des Tevje in Anatevka auf der Bühne im Westend.
Bass spielte die unterschiedlichsten Typen und Charaktere in einer ganzen Reihe von Filmen. Sein Spielfilmdebüt gab er 1943 in The Bells Go Down von Regisseur Basil Dearden. Es folgten Rollen in den Filmen Gezählte Stunden (1949), Das Glück kam über Nacht (1951) an der Seite von Alec Guinness, Duell am Steuer (1957), Die Millionärin (1960), Richard Lesters Hi-Hi-Hilfe! von 1965, Der Verführer läßt schön grüßen mit Michael Caine und Shelley Winters (1966), Toll trieben es die alten Römer (1966), Ein Mann wie Hiob (1968), Inspector Clouseau – Der irre Flic mit dem heißen Blick (1978) sowie 1979 eine kleine Rolle in Moonraker – Streng geheim.
Eine seiner bekanntesten und vielleicht auch nachdrücklichsten Rollen spielte er 1967 in Roman Polańskis Tanz der Vampire als Yoyneh Shagal, den umtriebigen Gastwirt und lüsternen Vater der schönen Sarah, gespielt von Sharon Tate.
Bass, der als Charakterdarsteller glänzte und eine beachtliche Bühnenkarriere hinlegte, erlangte im England der 1960er und 1970er Jahre auch große Popularität mit seinen Rollen in Fernsehserien, so in The Army Game (1957–1961, 42 Folgen, ITV), für die er auch mit Michael Medwin, Bernard Bresslaw und Leslie Fyson die Titelmelodie gesungen hat, oder in Bootsie and Snudge, in der er von 1960 bis 1974 (103 Folgen, ITV) den 'Bootsie' spielte.
Alfie Bass starb am 15. Juli 1987 in London an den Folgen eines Herzinfarkts. Er wurde 66 Jahre alt.

## Auszeichnungen
- 1956: British Academy Film Award, nominiert in der Kategorie Bester Hauptdarsteller für den Film The Bespoke Overcoat

## Filmografie (Auswahl)
- 1945: Begegnung (Brief Encounter)
- 1947: Zigeunerblut (Jassy)
- 1947: Die Flucht vor Scotland Yard (It Always Rains on Sunday)
- 1949: Gezählte Stunden (The Hasty Heart)
- 1949: Mann im Netz (Man on the Run)
- 1950: Die rote Lola (Stage Fright)
- 1951: Unterwelt (Pool of London)
- 1951: Das Glück kam über Nacht (The Lavender Hill Mob)
- 1952: Weiße Frau im Dschungel (The Planter's Wife)
- 1952: Muß das sein, Fräulein? (Made in Heaven)
- 1953: Jim, der letzte Sieger (The Square Ring)
- 1954: Tödliche Geschäfte (Time Is My Enemy)
- 1954: Svengali
- 1955: Voller Wunder ist das Leben (A Kid for Two Farthings)
- 1955: Sie waren 13 (The Night My Number Came Up)
- 1955: The Bespoke Overcoat
- 1956: Ein Kind kommt ins Haus (Child in the House)
- 1957: Die blinde Spinne (No Road Back)
- 1957: Duell am Steuer (Hell Drivers)
- 1958: Ich war Montys Double (I Was Monty's Double)
- 1958: Zwei Städte (A Tale of Two Cities)
- 1960: Die Millionärin (The Millionairess)
- 1965: Hi-Hi-Hilfe! (Help!)
- 1966: Hilfe, sie liebt mich nicht! (Doctor in Clover)
- 1966: Der Verführer läßt schön grüßen (Alfie)
- 1966: Toll trieben es die alten Römer (A Funny Thing Happened on the Way to the Forum)
- 1967: Tanz der Vampire (The Fearless Vampire Killers)
- 1967: Robin Hood, der Freiheitsheld (A Challenge for Robin Hood)
- 1968: Knotenpunkt London (Up the Junction)
- 1968: Ein Mann wie Hiob (The Fixer)
- 1971: Die herrlichen sieben Todsünden (The Magnificent Seven Deadly Sins)
- 1976: Die Mädchen aus dem Weltraum (Star Maidens)
- 1978: Inspector Clouseau – Der irre Flic mit dem heißen Blick (Revenge of the Pink Panther)
- 1978: Fünf Freunde (The Famous Five, Fernsehserie, 1 Folge)
- 1979: Moonraker – Streng geheim (Moonraker)
- 1982: Der Aufpasser (Minder, Fernsehserie, 1 Folge)